# Censo argentino de 1895
El día 10 de mayo de 1895, bajo la presidencia de José Evaristo Uriburu, se realizó el segundo censo de población en la República Argentina.

## Población
A continuación, la tabla de la población de las provincias argentinas en orden descendente.
| Provincia                    | Población |
| ---------------------------- | --------- |
| Buenos Aires                 | 921.168   |
| Capital Federal              | 663.854   |
| Santa Fe                     | 397.188   |
| Córdoba                      | 351.223   |
| Entre Ríos                   | 292.019   |
| Corrientes                   | 239.618   |
| Tucumán                      | 215.742   |
| Santiago del Estero          | 161.502   |
| Salta                        | 118.015   |
| Mendoza                      | 116.136   |
| Catamarca                    | 90.161    |
| San Juan                     | 84.251    |
| San Luis                     | 81.450    |
| La Rioja                     | 69.502    |
| Jujuy                        | 49.713    |
| Misiones                     | 33.163    |
| La Pampa                     | 25.914    |
| Neuquén                      | 14.517    |
| Chaco                        | 10.422    |
| Río Negro                    | 9.241     |
| Formosa                      | 4.829     |
| Chubut                       | 3.748     |
| Santa Cruz                   | 1.058     |
| Tierra del Fuego             | 477       |
| Total                        | 3.954.911 |
| Población indígena calculada | 30.000    |
| Población no censada         | 60.000    |
| Argentinos en el extranjero  | 50.000    |
| Total                        | 4.094.911 |

## Ciudades con mayor población
Esta es la tabla de las ciudades más pobladas en 1895.
1. Aglomerado Gran Buenos Aires (781.617 hab.)
2. Rosario (91.669 hab.)
3. Córdoba (47.609 hab.)
4. La Plata (45.410 hab.)
5. San Miguel de Tucumán (34.305 hab.)

Los cambios con respecto a 1869 fue el 2.º lugar, en el cual el Gran Córdoba fue reemplazado por el Gran Rosario. Otro fue el 4.º lugar en el cual el Gran San Miguel de Tucumán fue reemplazado por el Gran La Plata.

## Extranjeros
| Nacionalidad                | Habitantes | %     |
| --------------------------- | ---------- | ----- |
| Argentinos                  | 2.950.384  | 74,60 |
| Italianos                   | 492.636    | 12,46 |
| Españoles                   | 198.685    | 5,02  |
| Franceses                   | 94.098     | 2,38  |
| Uruguayos                   | 48.650     | 1,23  |
| Brasileros                  | 24.725     | 0,63  |
| Ingleses                    | 21.788     | 0,55  |
| Chilenos                    | 20.594     | 0,52  |
| Alemanes                    | 17.143     | 0,43  |
| Rusos                       | 15.047     | 0,38  |
| Suizos                      | 14.789     | 0,37  |
| Paraguayos                  | 14.562     | 0,37  |
| Austro-Húngaros             | 12.803     | 0,32  |
| Bolivianos                  | 7.361      | 0,19  |
| Belgas                      | 5.446      | 0,14  |
| Extranjeros sin especificar | 3.393      | 0,09  |
| Holandeses                  | 2.880      | 0,07  |
| Portugueses                 | 2.269      | 0,06  |
| Suecos                      | 1.668      | 0,04  |
| Daneses                     | 1.417      | 0,04  |
| Norteamericanos             | 1.381      | 0,03  |
| Turcos                      | 876        | 0,02  |
| Peruanos                    | 566        | 0,01  |
| Asiáticos sin especificar   | 362        | 0,01  |
| Griegos                     | 313        | 0,01  |
| Africanos sin especificar   | 305        | 0,01  |
| Otros                       | 167        | 0,00  |
| Rumanos                     | 119        | 0,00  |
| Mexicanos                   | 110        | 0,00  |
| Marroquíes                  | 75         | 0,00  |
| Venezolanos                 | 52         | 0,00  |
| Egipcios                    | 39         | 0,00  |
| Argelinos                   | 35         | 0,00  |
| Australianos                | 31         | 0,00  |
| Colombianos                 | 28         | 0,00  |
| Chinos                      | 23         | 0,00  |
| Ecuatorianos                | 15         | 0,00  |
| Persas                      | 14         | 0,00  |
| Haitianos                   | 10         | 0,00  |
| Andorranos                  | 9          | 0,00  |
| Montenegrinos               | 8          | 0,00  |
| Japoneses                   | 8          | 0,00  |
| Indo ingleses               | 6          | 0,00  |
| Guatemaltecos               | 4          | 0,00  |
| Serbios                     | 4          | 0,00  |
| Salvadoreños                | 3          | 0,00  |
| Costarriqueños              | 2          | 0,00  |
| Hondureños                  | 2          | 0,00  |
| Monegascos                  | 2          | 0,00  |
| Nicaragüenses               | 2          | 0,00  |
| Dominicanos                 | 1          | 0,00  |
| Siameses                    | 1          | 0,00  |
| Total                       | 3.954.911  | 100   |